# Amt Eiderstedt
Amt Eiderstedt (alemany Eiderstedt; danès Ejdersted; frisó septentrional: Ääderstää) és un amt del districte de Nordfriesland, a l'estat de Slesvig-Holstein a Alemanya, que comprèn la part continental septentrional del districte. Té una extensió de 248,97 km² i una població d'11.650 habitants (2008). La seu és a Sankt Peter-Ording. El burgmestre és Hans Wolff. Comprèn tota la península d'Eiderstedt llevat la ciutat de Tönning.

## Subdivisions
L'Amt Eiderstedt és format pels municipis:
1. Garding (2,664)
2. Kirchspiel Garding (344)
3. Grothusenkoog (20)
4. Katharinenheerd (173)
5. Kotzenbüll (236)
6. Norderfriedrichskoog (44)
7. Oldenswort (1,282)
8. Osterhever (246)
9. Poppenbüll (179)
10. Sankt Peter-Ording (4,177)
11. Tating (990)
12. Tetenbüll (610)
13. Tümlauer-Koog (100)
14. Vollerwiek (224)
15. Welt (214)
16. Westerhever (129)